# Björn Elmbrant
Björn Olof Elmbrant, född 17 augusti 1942 i Malmö, är en svensk journalist och författare av politiska biografier och samtidsanalyser.

## Biografi
Björn Elmbrant har varit politisk reporter sedan 1960-talet. Han har varit verksam som programledare i SVT:s Rapport, samt ledarskribent i och chefredaktör för den socialdemokratiska tidningen Nya Norrland. Från början av 1990-talet var han kommentator på Sveriges Radios Studio Ett, till november 2007, då han tvingades sluta för att han blev ledarskribent vid Dagens Arena.
Han har utgivit ett flertal samtidsanalyser. I sin bok Hyperkapitalismen (2000) diskuterar han i anekdotisk form begreppet kapitalism utifrån samtidsdebatten samt Karl Marx kontra Karl Popper, där han beskriver kapitalism i den globaliserade världen. 
Hans bok Dansen kring guldkalven, så förändrades Sverige av börsbubblan kom ut 2005. I andra böcker har han utifrån olika perspektiv analyserat demokratin i Sverige idag, till exempel Dom där uppe - dom där nere (1997), Så föll den svenska modellen (1993) och Modernitet kräver demokrati, elitism hör det förgångna till (1998). Så föll den svenska modellen är en nutidshistorisk, kritisk analys av Sverige utifrån ett ekonomiskt och politiskt perspektiv, och innehåller flera porträtt av ledande personer.
Han har även skrivit biografier över Olof Palme (Palme, 1989, ny utgåva 1996), Thorbjörn Fälldin (Fälldin, 1991) och Hjalmar Mehr (Stockholmskärlek: en bok om Hjalmar Mehr, 2010).
År 2000 erhöll Elmbrant Stora Journalistpriset.